# Papa Pio IV
Pio IV (Milão, 31 de março de 1499 — Roma, 9 de dezembro de 1565), nascido Giovanni Angelo Medici, foi o 224.º Papa da Igreja Católica e Soberano dos Estados Papais de 25 de dezembro de 1559 até a sua morte em 1565. Nascido em Milão, sua família se considerava um ramo da Casa dos Médici e usava o mesmo brasão. Embora os historiadores modernos não tenham encontrado nenhuma prova dessa conexão, os Médici de Florença reconheceram as reivindicações dos Médici de Milão no início do século XVI.
O Papa Paulo III nomeou Medici Arcebispo de Ragusa e o enviou em missões diplomáticas para a Alemanha e a Hungria. Ele presidiu a sessão final do Concílio de Trento. Seu sobrinho, cardeal Carlos Borromeu, era um conselheiro próximo. Como papa, Pio IV iniciou uma série de projetos de construção em Roma, incluindo um para melhorar o abastecimento de água.

## Vida

### Início da vida
Giovanni Angelo Medici nasceu em Milão em 31 de março de 1499 como o segundo de onze filhos de Bernardino de 'Medici e Clelia Serbelloni. Ele estava de fato intimamente relacionado com os Medicis de Florença.
Giovanni Medici era o irmão mais novo do condottiero Gian Giacomo Medici e o tio materno de Carlos Borromeu. Estudou filosofia, medicina e jurisprudência nas Universidades de Pavia e Bolonha (doutorado em direito civil e canônico, 11 de maio de 1525).
Clérigo de Milão. Protegé do Cardeal Giovanni Girolamo Morone em Milão. Foi para Roma em 1526 e entrou na corte do Cardeal Alessandro Farnese, seniore , futuro Papa Paulo III. Protonotário apostólico de numero attendium. Arcipreste de Mazzo. Protonotário apostólico. Prelado doméstico. Governador de Ascoli Piceno, 1534; Città di Castello, 1535; Parma, quatro vezes entre 1536 e 1541; e Fano, 1539. Comissário geral das forças papais na Hungria e Polônia contra os turcos e os luteranos em 1542. O Papa Paulo III o nomeou commendatario perpetuo do priorado de S. Gemolo di Gama em novembro de 1542. Encarregado pelo papa de uma missão diplomática em Busseto para resolver uma disputa de fronteira entre o duque de Ferrara e o governo da legação de Bolonha; retornou a Roma em 1544. Governador de Ancona, 1544. Referendário apostólico, 1544. Foi pai de três filhos naturais.

### Episcopado
Eleito arcebispo de Ragusa (Dubrovnik) em 14 de dezembro de 1545. Consagrado em 20 de abril de 1546, Roma, na capela de seu consagrador, por Filippo Archinto, bispo de Borgo San Sepolcro, auxiliado por Marco Cornaro, arcebispo de Split, e Giovanni Campeggio, bispo de Parenzo. Comissário geral com as forças papais enviadas para auxiliar o Sacro Imperador Romano Carlos V contra a Liga de Schmalkald em 1546. Vice-legado em Bolonha, 1547. Vice-legado em Perugia, 1548. O Conselho Geral de Milão o propôs como candidato à sé de Como, mas as autoridades locais se opuseram à nomeação com tenacidade diante do papa.

### Cardinalato
No consistório de 8 de abril de 1549, o Papa Paulo III fez de Medici um cardeal-presbítero; recebeu o barrete vermelho e o título de S. Pudenziana em 10 de maio de 1549. O Papa Júlio III o encarregou, juntamente com o Cardeal Bernardino Maffei, de preparar um plano para a reforma da Cúria Romana e do conclave, a fim de evitar os escândalos e abusos que ocorreram durante a sé vacante, 21 de julho de 1550; os resultados, atrasados por causa da legação na Romagna, foram apresentados no consistório de setembro de 1552. Optou pelo título de S. Anastasia, 1 de setembro de 1550. Legado a latere na Romagna e superintendente das tropas papais, 22 de maio de 1551; retornou a Roma em 1552. Optou pelo título de S. Pudenziana, novamente, em 23 de março de 1552. Governador de Campagna e Marittima, 1552. Abade commendatario de S. Silano em Romagnano. Prior commendatario de S. Maria di Calvenzao, perto de Marignano, até 1558. Transferido para a sé de Cassano al Ionio, em 1º de março de 1553. Optou pelo título de S. Stefano al Monte Celio, em 11 de dezembro de 1553.
O Papa Paulo IV nomeou Cardeal Medici como Prefeito do Tribunal da Assinatura Apostólica da Graça, 30 de maio de 1555. Transferido para a sé de Foligno, 25 de junho de 1556 até 7 de maio de 1557. Optou pelo título de S. Prisca, 20 de setembro de 1557. Camerlengo do Sagrado Colégio dos Cardeais, janeiro de 14 de janeiro de 1558 a 27 de janeiro de 1559. Caiu em desfavor do Papa Paulo IV e deixou Roma em 1558 e se retirou para a Lombardia e Toscana.

### Conclaves
O Cardeal Giovanni Angelo de’ Medici participou dos seguintes conclaves:
- Conclave de 1549-1550, que elegeu o Papa Júlio III;
- Conclave de abril de 1555, que elegeu o Papa Marcelo II;
- Conclave de maio de 1555, que elegeu o Papa Paulo IV;
- Conclave de 1559, eleito papa.

## Pontificado

### Eleição
Com a morte do Papa Paulo IV, ele foi eleito papa em 25 de dezembro de 1559, tomando o nome de Pio IV e instalado em 6 de janeiro de 1560. Seus primeiros atos públicos de importância foram conceder perdão geral aos participantes do tumulto após a morte de seu antecessor, e levar a julgamento os sobrinhos de seu antecessor. Um deles, o cardeal Carlo Carafa, foi estrangulado e o duque Giovanni Carafa, de Paliano, com seus associados mais próximos, foi decapitado.

### Concílio de Trento

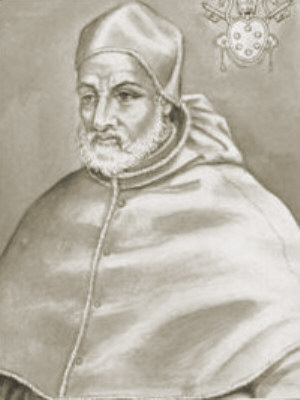
Papa Pio IV

Em 18 de janeiro de 1562, o Concílio de Trento, suspenso pelo Papa Júlio III, foi convocado por Pio IV pela terceira e última vez. Grande habilidade e cautela foram necessárias para efetuar uma solução das questões diante dela, na medida em que as três principais nações participantes dela, embora em conflito com suas próprias demandas especiais, estavam preparadas para unir suas forças contra as demandas. de Roma. Pio IV, no entanto, auxiliado pelo cardeal Giovanni Girolamo Morone e Carlos Borromeo, provou ser igual à emergência e, com uma administração criteriosa - e concessão - levou o conselho a um término satisfatório para os disputantes e favorável à autoridade pontifícia. Suas definições e decretos foram confirmados por uma bula papal (" Benedictus Deus "), datada de 26 de janeiro de 1564; e, embora tenham sido recebidos com certas limitações pela França e pela Espanha, o famoso Credo de Pio IV, ou Credo Trinentino, tornou-se uma expressão autorizada da fé católica. As manifestações mais marcantes de rigor durante seu pontificado parecem ter sido mais solicitadas do que espontâneas, seu caráter pessoal o inclinando à moderação e facilidade.
Assim, um aviso, emitido em 1564, convocando Jeanne d'Albret, a rainha de Navarra, antes da Inquisição sob acusação de calvinismo, foi retirada por ele em deferência ao protesto indignado de Carlos IX da França. No mesmo ano, ele publicou um touro concedendo o uso da taça aos leigos da Áustria e da Boêmia. Uma de suas paixões mais fortes parece ter sido a de construção, que de certa forma esgotou seus recursos ao contribuir para o adorno de Roma (incluindo a nova Porta Pia e Via Pia, em homenagem a ele, e a extensão norte (Addizione) Rione de Roma. Borgo, e no trabalho de restauração, montagem e fortificação em várias partes dos estados eclesiásticos.
Por outro lado, outros lamentaram a austera cultura romana durante seu papado; Giorgio Vasari, em 1567, falou de uma época em que "as grandezas deste lugar foram reduzidas pela avareza da vida, embotamento do vestuário e simplicidade em tantas coisas; Roma caiu em muita miséria, e se é verdade que Cristo amou a pobreza e a City deseja seguir seus passos, ela rapidamente se tornará mendiga...".

### Consistórios
Pio IV criou 46 cardeais em quatro consistórios durante seu pontificado e elevou três sobrinhos ao cardinalado, incluindo Carlos Borromeu. O papa também fez de Ugo Boncompagni, que mais tarde seria eleito o Papa Gregório XIII, um cardeal.

### Conspiração
Uma conspiração contra Pio IV, liderada por Benedetto Accolti, o Jovem (que morreu em 1549), filho de um cardeal, foi descoberta e esmagada em 1565.

## Realizações arquitetônicas
Durante o reinado de Pio IV, Michelangelo reconstruiu a basílica de Santa Maria degli Angeli e dei Martiri (nos banhos de Diocleciano) e a Villa Pia de mesmo nome, agora conhecida como Casina di Pio IV. nos Jardins do Vaticano, projetados por Pirro Ligorio. Agora é a sede da Pontifícia Academia das Ciências.
Pio IV também ordenou a construção pública para melhorar o abastecimento de água de Roma.

## Morte
Pio IV morreu em 9 de dezembro de 1565 devido a complicações após uma infecção do trato urinário e febre alta. Ele foi enterrado em Santa Maria degli Angeli e dei Martiri em 4 de janeiro de 1583, depois que seus restos mortais foram inicialmente alojados na Basílica de São Pedro. Seu sucessor foi Pio V.
Pio IV sofria de muitas doenças, como gota, que restringia sua mobilidade. Giacomo Soranzo comentou entre maio e agosto de 1565 ao Senado Veneziano sobre a saúde do Papa, comentando que ele possuía um grande vigor natural. No entanto, a gota impedia o movimento de suas pernas, ombros, braços e mãos. Sorzano também mencionou que isso significava que o Papa, na maioria das vezes, precisava ser carregado na Sede gestatória para evitar andar. Pio IV também sofreu de uma doença grave em 1564, da qual se recuperou.
No entanto, o Papa adoeceu oito dias antes de sua morte com febre constante durante toda a duração. Borromeo, que chegou a Roma durante a noite de 8 de dezembro, estava com o Papa quando Pio morreu ao lado de São Filipe Néri.

## Brasão
- Descrição: Escudo eclesiástico de jalde com cinco arruelas de goles postas: 2,2 e 1; acompanhadas em chefe de uma arruela maior de blau carregado com três flores de lis de jalde postas: 2 e 1. O escudo está assente em tarja branca. O conjunto pousado sobre duas chaves decussadas, a primeira de jalde e a segunda de jalde, atadas por um cordão de goles, com seus pingentes. Timbre: a tiara papal de argente, com três coroas de jalde. Quando são postos suportes, estes são dois anjos de carnação, sustentando cada um, na mão livre, uma cruz trevolada tripla, de jalde.

Brasão pontifício de Pio IV

- Interpretação: O escudo obedece às regras heráldicas para os eclesiásticos. Nele estão representadas as armas familiares do pontífice, os Medici, já presentes no brasão de Leão X e Clemente VII e que estarão também presentes no brasão de Leão XI. O campo de jalde (ouro) simboliza: nobreza, autoridade, premência, generosidade, ardor e descortínio. As arruelas são círculos de esmalte que para alguns autores representam a sorte, por imitarem a face de um dado; para outros representam um plano de corte de um tronco de árvore e ainda a matéria prima que pode ser comercializada e transformada em moeda.  As arruelas de goles (vermelho), também ditas “guses”, representam, por seu esmalte, valor, empreendimento, ousadia e ainda o fogo da caridade inflamada no coração do Soberano Pontífice pelo Divino Espírito Santo, que o inspira diretamente do governo supremo da Igreja, bem como valor e o socorro aos necessitados, que o Vigário de Cristo deve dispensar a todos os homens. A arruela de blau (azul), também dita “heurte”, carregada de três flores-de-lis, são o símbolo da Casa Real da França, á qual se ligou a Casa de Médici. Os elementos externos do brasão expressam a jurisdição suprema do papa. As duas chaves "decussadas", uma de jalde (ouro) e a outra de argente (prata) são símbolos do poder espiritual e do poder temporal. E são uma referência do poder máximo do Sucessor de Pedro , relatado no Evangelho de São Mateus, que narra que Nosso Senhor Jesus Cristo disse a Pedro: "Dar-te-ei as chaves do reino dos céus, e tudo o que ligares na terra será ligado no céu, e tudo o que desligares na terra, será desligado no céu" (Mt 16, 19). Por conseguinte, as chaves são o símbolo típico do poder dado por Cristo a São Pedro e aos seus sucessores. A tiara papal, usada como timbre, recorda, por sua simbologia, os três poderes papais: de Ordem, Jurisdição e Magistério, e sua unidade na mesma pessoa.